# I guastatori delle dighe
I guastatori delle dighe (The Dam Busters) è un film del 1955 diretto da Michael Anderson.

## Trama
Il film ricostruisce la storia vera dell'operazione Chastise quando nel 1943 il No. 617 Squadron RAF  attaccò le dighe Möhne, Eder e Sorpe in Germania con le bombe rimbalzanti inventate da Barnes Wallis.